# Kreisamt Schwarzenberg

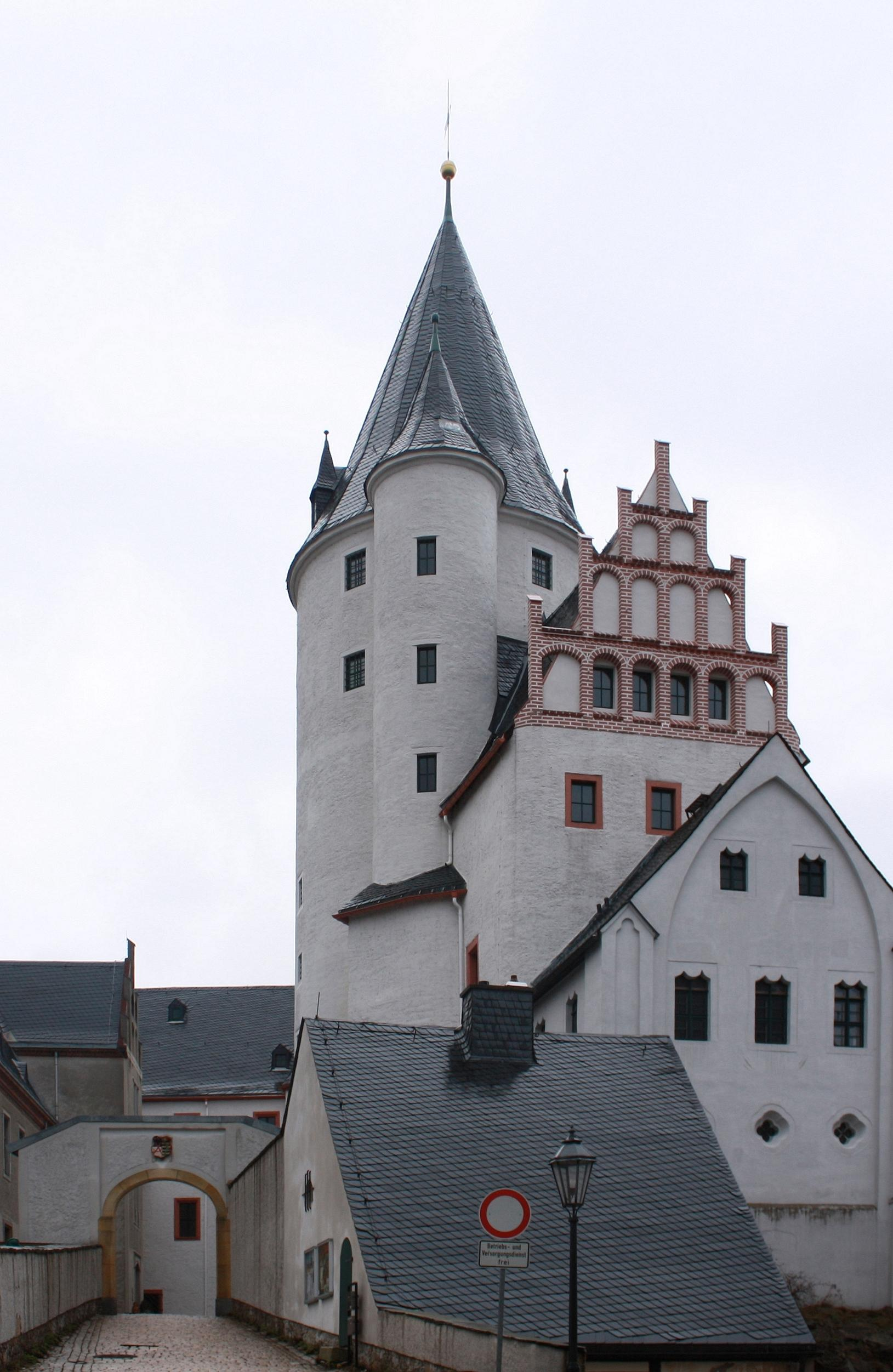
Schloss Schwarzenberg: Amtssitz

Das Kreisamt Schwarzenberg, auch Amt Schwarzenberg war eine Verwaltungseinheit im Kurfürstentum und Königreich Sachsen. Sie bestand nach Erwerb der Herrschaft Schwarzenberg durch Johann Friedrich den Großmütigen 1533 bis zum Ende der sächsischen Ämterverfassung im Jahr 1856 und bildete den räumlichen Bezugspunkt für die Einforderung landesherrlicher Abgaben und Frondienste, für Polizei, Rechtsprechung und Heeresfolge.
Als Kreisamt des Erzgebirgischen Kreises stand Schwarzenberg für das Obererzgebirge im gleichen Rang wie Freiberg für das Niedererzgebirge.

## Geografie
Die Herrschaft schloss sich an das Vogtland nach Osten an, erstreckte sich nach Süden hin in die Wälder des Westerzgebirgskammes vom Auersberg bis an den Fichtelberg und wurde von den Flüssen Schwarzwasser, Pöhlwasser bzw. Große Mittweida und im Süden durch eine Wasserscheide begrenzt.

## Angrenzende Verwaltungseinheiten
| Amt Wiesenburg Herrschaft Wildenfels | Amt Schönburg-Hartenstein                   |                 |
| Amt Plauen (Vogtland)                | Kompassrose, die auf Nachbargemeinden zeigt | Amt Grünhain    |
| Amt Voigtsberg (Vogtland)            | Königreich Böhmen                           | Amt Crottendorf |

## Geschichte
Nachdem der sächsische Kurfürst 1533 die Herrschaft Schwarzenberg für 20.700 Gulden von den Erben der Brüder Albrecht Christoph und Georg von Tettau gekauft hatte, wurde 1534 auch Eibenstock zur kurfürstlichen Bergstadt erhoben. Durch den florierenden Bergbau floss Kapital aus Nürnberg und Schneeberg nach Platten, wo wie auch in Schwarzenberg, Eibenstock und Gottesgab Bergreviere entstanden. Noch vor der Niederlage der Ernestiner im Schmalkaldischen Krieg teilten sich 1546 der (albertinische) Herzog Moritz von Sachsen und der römisch-deutsche und böhmische König Ferdinand die Herrschaft Schwarzenberg im Prager Vertrag vom 14. Oktober 1546 als Kriegsbeute und veränderten damit die im Vertrag von Eger 1459 vereinbarten Landesgrenzen. Das Gebiet um Platten und Gottesgab (Boží Dar) gelangte so an die böhmische Krone, wobei der sächsische Kurfürst die halben Bergwerksrechte (Halbschied) und die volle Jagd behielt. Über die Auslegung des Prager Vertrages gab es jedoch unterschiedliche Ansichten. Zwar bestätigte Ferdinand I. dem Kurfürsten Moritz im jüngeren Prager Vertrag von 1549 die halbe Bergwerksnutzung, jedoch war die Wahrnehmung dieser Rechte strittig, weil die böhmische Seite später aus dem Erlass der Bergordnung für die Zinnbergwerke Hengst (Hřebečná), Platten (Horní Blatna), Gottesgab (Bozi Dar) usw. vom 1. Januar 1548 durch Ferdinand I. eine alleinige Ausübung des Bergregals herzuleiten versuchte.
1550 erhielten die beiden Mathematiker und Kartografen Augustin Hirschvogel und Johannes Humelius den Auftrag zur Vermessung der neuen Landesgrenze und Anfertigung eines entsprechenden Risses.
Die zähen Verhandlungen wurden 1555 in Schneeberg fortgeführt und führten zum Schneeberger Vertrag vom 26. Oktober 1556, dem zufolge die beiden Bergamtsreviere Platten und Gottesgab an Böhmen fallen, Eibenstock und Schwarzenberg jedoch bei Kursachsen bleiben sollten. Die neue Grenzziehung erfolgte von Ost nach West entlang des Mückenbaches von dessen Mündung in das Pöhlwasser bis zur Quelle, von dort schnurgerade zur Quelle des Ortbachs und von dieser wiederum schnurgerade bis zur Einmündung des Breitenbachs in das Schwarzwasser, dann den Breitenbach aufwärts bis zur Mündung des Jugelwassers, weiter entlang des Jugelwassers bis zur Mündung des Pechhöfer Baches und diesem bis zur Quelle folgend und von dort schließlich schnurgerade bis zur Neudeker Grenze.
Erst gegen Ende des 18. Jahrhunderts konnte ein Konsens gefunden werden, doch zu dieser Zeit erbrachte der Bergbau um Gottesgab und Platten keine Ausbeute mehr, sondern erforderte immer mehr Zubußen.
Im Jahr 1559 verkauften die unmündigen Brüder Johann, George, Hugo und Wolff von Schönburg den oberen (oberwäldischen) Teil der Grafschaft Hartenstein, für 146.000 Gulden an den sächsischen Kurfürsten August. Dieses nun als Amt Crottendorf eingerichtete Gebiet wurde nach 1670 Teil des Amtes Schwarzenberg. 1654 wurde von Kurfürst Johann Georg I. die Gründung von Johanngeorgenstadt durch vertriebene böhmische Exulanten unmittelbar an der sächsischen Grenze im Amt Schwarzenberg genehmigt. Er bestimmte, dass die neue Stadt seinen Namen tragen sollte. Im Amt Crottendorf gründeten Exulanten die Orte Niederschlag und Hammerunterwiesenthal.
Im Jahre 1832 erfolgte eine Neuorganisation des Kreisamtes Schwarzenberg. Aus dem südlichen und westlichen Teil des Amtes um Eibenstock und Johanngeorgenstadt wurde ein Justiz- und ein Rentamt in Eibenstock unter dem Namen Amt Eibenstock gebildet. Die Orte um Schneeberg kamen an das Amt Kirchberg. Aus den Orten um den Fichtelberg wurde das Amt Wiesenthal gegründet.
Das Kerngebiet der Kreisamtes Schwarzenberg bildete den größten Teil der 1874 gegründeten Amtshauptmannschaft Schwarzenberg.

## Bestandteile
| Ort | heutige Ortszugehörigkeit                    | territoriale Veränderung mit Jahr                                                                                                   | Bemerkungen |
| --- | -------------------------------------------- | --- | --- |
| Bergstadt Schwarzenberg                                                                                       | Stadt Schwarzenberg                          | | mit dem Schloss Schwarzenberg |
| Neuwelt, Untersachsenfeld, Bermsgrün mit Jägerhaus, Grünstädtel, Erla, Crandorf, Kleinpöhla                   | Stadt Schwarzenberg                          | | |
| Obersachsenfeld                                                                                               | Stadt Schwarzenberg                          | bis 1816 zum Amt Grünhain | |
| Großpöhla | Stadt Schwarzenberg                          | bis 1670 zum Amt Crottendorf | gehörte bis 1559 zur oberen Grafschaft Hartenstein (schönburgisch von 1406 bis 1559)                                                |
| Beierfeld | Stadt Grünhain-Beierfeld                     | vor 1843 zum Amt Grünhain | |
| Lauter | Stadt Lauter-Bernsbach                       | | Stadt seit 1962, 2013 mit Bernsbach fusioniert                                                                                      |
| Bockau | Gemeinde Bockau                              | | |
| Stadt Aue | Stadt Aue                                    | | |
| Klösterlein und Zelle                                                                                         | Stadt Aue                                    | | 1173 als Besitz des Klösterlein Zelle von der niederen Grafschaft Hartenstein abgetrennt                                            |
| Auerhammer | Stadt Aue                                    | vor 1843 als Exklave zum Amt Zwickau                                                                                                | nach 1550 entstanden |
| Oberschlema                                                                                                   | Gemeinde Bad Schlema                         | ab 1843 zum Amt Kirchberg | 1173 als Besitz des Klösterlein Zelle von der niederen Grafschaft Hartenstein abgetrennt; ab 1569 Ratsdorf der Bergstadt Schneeberg |
| Bergstadt Schneeberg                                                                                          | Stadt Schneeberg                             | ab 1843 zum Amt Kirchberg | um 1470 gegründet |
| Griesbach | Stadt Schneeberg                             | bis 1503 zum Amt Wiesenburg; ab 1843 zum Amt Kirchberg                                                                              | ab 1503 vollständig Ratsdorf der Bergstadt Schneeberg                                                                               |
| Bergstadt Neustädtel                                                                                          | Stadt Schneeberg                             | bis 1562 zum Amt Wiesenburg; ab 1843 zum Amt Kirchberg                                                                              | als Ort Scheibe gegründet |
| Albernau (mit Schindlerswerk), Burkhardtsgrün                                                                 | Gemeinde Zschorlau                           | ab 1843 zum Amt Eibenstock | damals waren beide Orte Rittergüter; Schindlerswerk 1649 gegründet                                                                  |
| Oberstützengrün, Unterstützengün (Rittergut), Hundshübel                                                      | Gemeinde Stützengrün                         | 1563 von Balthasar Friedrich Edlen von der Planitz' Erben an Kurfürst August verkauft und eingegliedert, ab 1843 zum Amt Eibenstock | |
| Schönheide, Freigut Neuheide, Hammerwerk Schönheiderhammer, Wilzschhaus                                       | Gemeinde Schönheide                          | 1563 von Balthasar Friedrich Edlen von der Planitz' Erben an Kurfürst August verkauft und eingegliedert, ab 1843 zum Amt Eibenstock | |
| Carlsfeld, Weitersglashütte                                                                                   | Stadt Eibenstock, Ortsteil Carlsfeld         | ab 1843 zum Amt Eibenstock | |
| Bergstadt Eibenstock mit Muldenhammer                                                                         | Stadt Eibenstock                             | ab 1843 zum Amt Eibenstock | Ortsteil Muldenhammer wegen des Baus der Talsperre Eibenstock nach 1974 abgerissen                                                  |
| Blauenthal (Unterblauenthal), Wolfsgrün (Oberblauenthal), Neidhardtsthal                                      | Stadt Eibenstock, Ortsteil Blauenthal        | ab 1843 zum Amt Eibenstock | |
| Sosa | Stadt Eibenstock, Ortsteil Sosa              | ab 1843 zum Amt Eibenstock | |
| Wildenthal, Oberwildenthal                                                                                    | Stadt Eibenstock, Ortsteil Wildenthal        | ab 1843 zum Amt Eibenstock | |
| Bergstadt Johanngeorgenstadt                                                                                  | Stadt Johanngeorgenstadt                     | ab 1843 zum Amt Eibenstock | 1654 von böhmischen Exulanten gegründet                                                                                             |
| Wittigsthal (Hammerwerk), Ober- und Unter-Jugel, Steinbach mit Sauschwemme                                    | Stadt Johanngeorgenstadt                     | ab 1843 zum Amt Eibenstock | Orte nach 1530 angelegt |
| Steinheidel, Erlabrunn                                                                                        | Gemeinde Breitenbrunn, Ortsteil Erlabrunn    | ab 1843 zum Amt Eibenstock | |
| Breitenbrunn, Breitenhof, Halbemeile                                                                          | Gemeinde Breitenbrunn, Ortsteil Breitenbrunn | | |
| Antonsthal | Gemeinde Breitenbrunn, Ortsteil Antonsthal   | | Antonsthal ist um 1828 entstanden, Antonshöhe entstand erst 1950                                                                    |
| Globenstein (Ober-, Nieder), Unterrittersgrün, Oberrittersgrün, Hammerrittersgrün, Arnoldshammer, Ehrenzipfel | Gemeinde Breitenbrunn, Ortsteil Rittersgrün  | | Ehrenzipfel entstand im 17. Jahrhundert                                                                                             |
| Tellerhäuser                                                                                                  | Gemeinde Breitenbrunn, Ortsteil Tellerhäuser | ab 1843 zum Amt Oberwiesenthal | Zweibach ist erst 1868 entstanden                                                                                                   |
| Mittweida, Obermittweida                                                                                      | Gemeinde Raschau-Markersbach                 | ab 1559 zum Amt Crottendorf, um 1670 mit Amt Schwarzenberg vereinigt                                                                | |
| Bergstadt Scheibenberg                                                                                        | Stadt Scheibenberg                           | ab 1559 zum Amt Crottendorf, um 1670 mit Amt Schwarzenberg vereinigt                                                                | 1522 gegründet |
| Oberscheibe                                                                                                   | Stadt Scheibenberg                           | ab 1559 zum Amt Crottendorf, um 1670 mit Amt Schwarzenberg vereinigt                                                                | |
| Crottendorf                                                                                                   | Gemeinde Crottendorf                         | ab 1559 zum Amt Crottendorf, um 1670 mit Amt Schwarzenberg vereinigt                                                                | |
| Neudorf, Kretscham-Rothensehma                                                                                | Gemeinde Sehmatal                            | ab 1559 zum Amt Crottendorf, um 1670 mit Amt Schwarzenberg vereinigt; ab 1843 zum Amt Oberwiesenthal                                | |
| Niederschlag                                                                                                  | Gemeinde Bärenstein                          | Amt Crottendorf, um 1670 mit Amt Schwarzenberg vereinigt; ab 1843 zum Amt Oberwiesenthal                                            | im 17. Jahrhundert von böhmischen Exulanten gegründet                                                                               |
| Hammerunterwiesenthal                                                                                         | Stadt Kurort Oberwiesenthal                  | Amt Crottendorf, um 1670 mit Amt Schwarzenberg vereinigt; ab 1843 zum Amt Oberwiesenthal                                            | 1657 von böhmischen Exulanten gegründet                                                                                             |
| Alt Wiesenthal (Unterwiesenthal)                                                                              | Stadt Kurort Oberwiesenthal                  | ab 1559 zum Amt Crottendorf, um 1670 mit Amt Schwarzenberg vereinigt; ab 1843 zum Amt Oberwiesenthal                                | |
| Neustadt Wiesenthal (Stadt Oberwiesenthal)                                                                    | Stadt Kurort Oberwiesenthal                  | ab 1559 zum Amt Crottendorf, um 1670 mit Amt Schwarzenberg vereinigt; ab 1843 zum Amt Oberwiesenthal                                | 1530 gegründet |
| Bergstadt Gottesgab                                                                                           | Stadt Boží Dar (Böhmen)                      | nach dem Prager Vertrag vom 14. Oktober 1546 an Böhmen abgetreten                                                                   | Hauptort des Bergreviers Gottesgab                                                                                                  |
| Breitenbach, Zwittermühl (heute: Háje)                                                                        | Gemeinde Potůčky (Böhmen)                    | nach dem Prager Vertrag vom 14. Oktober 1546 an Böhmen abgetreten                                                                   | |
| Bergstadt Platten                                                                                             | Stadt Horní Blatná (Böhmen)                  | nach dem Prager Vertrag vom 14. Oktober 1546 an Böhmen abgetreten                                                                   | Hauptort des Bergreviers Platten |
| Bergstadt Abertham                                                                                            | Stadt Abertamy (Böhmen)                      | nach dem Prager Vertrag vom 14. Oktober 1546 an Böhmen abgetreten                                                                   | |
| Bergstadt Bärringen                                                                                           | Gemeinde (heute: Pernink)                    | nach dem Prager Vertrag vom 14. Oktober 1546 an Böhmen abgetreten                                                                   | |

## Amtleute

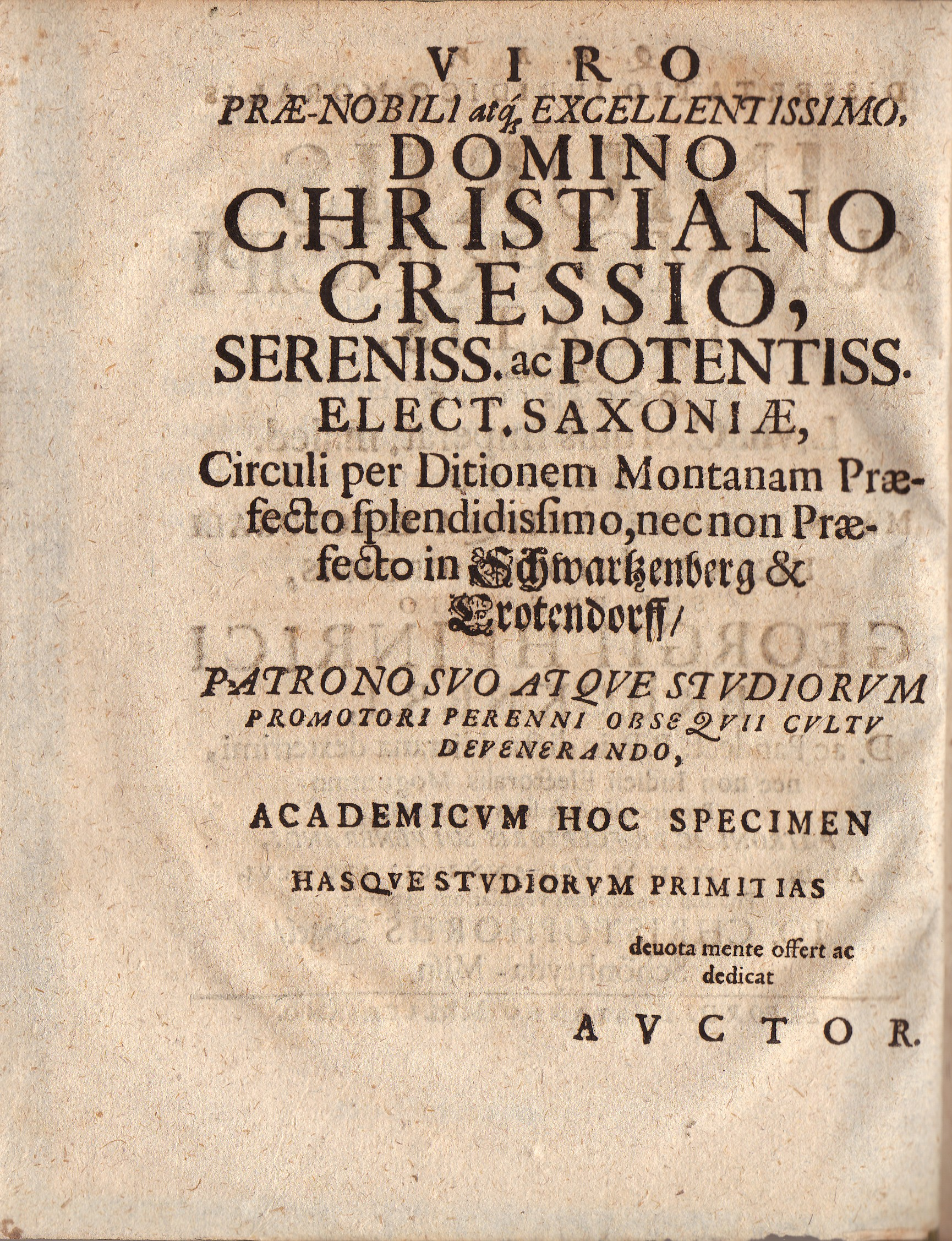
Amtmann Christian Kreß wird in der im Jahr 1696 erschienenen Dissertation des ersten Schönheider Pfarrers Johann Christoph Vogel als Widmungsträger erwähnt. Sein Name ist latinisiert.

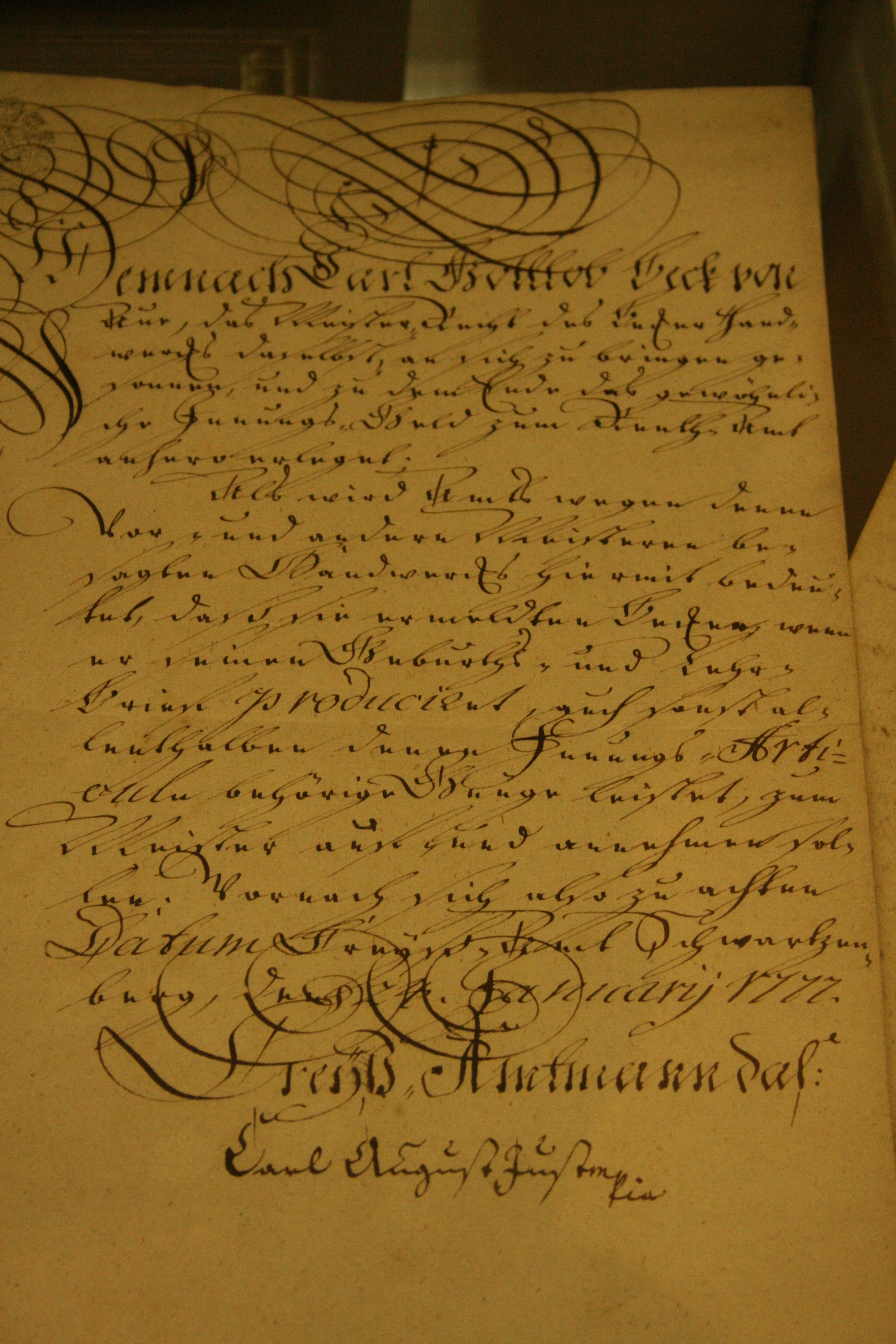
Urkunde von 1777 mit Unterschrift von Amtmann Carl August Just

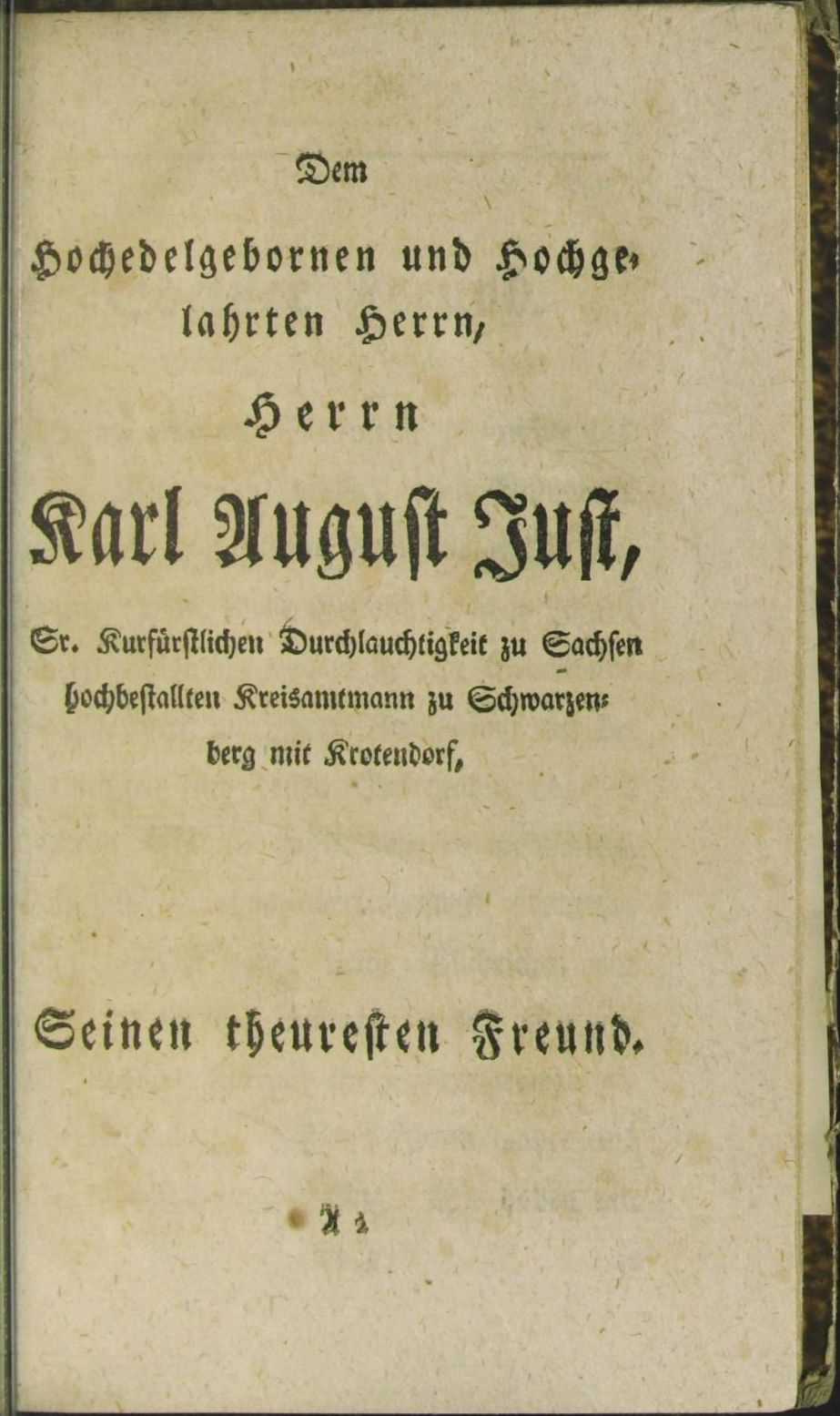
Dem Amtmann Just widmete Christian Heinrich Hecht seine Geschichte des kursächsischen Bergfleckens Sosa im Meisnischen Obererzgebirge von 1778

Amtsschösser, Amtsverweser und Amtmänner
- Caspar Röder auf Rödersdorf (1533–1536)[3]
- Andreas Maihöfer (1536–1541), Schösser[3]
- Hans Hoyer (1541–1548)
- Eucharius Fischer (1548–1554), Schösser[3]
- Christoph Schütz (1555–1556), Schösser[3]
- Hans Todt (1556–1568), Amtsverweser[3]
- Hans Sachs (1568–1575), Amtsverweser[3]
- Hans von Carlowitz (1575–1578)
- Tham Pflug von Sebottendorf (1578–1581)
- Christoph von Bärenstein (1581–1583)
- Hans von Wolffersdorff (1583–1586)
- Christoph von Loß (1586–1592)
- Wolf Ernst von Crossin (1592–1593)
- Christoph von Berbisdorf (1593–1596)
- Hans Caspar von Ponikau (1596–1600)
- Georg von Carlowitz (ab 1600)
- Peter Burckhard (1626/1629), Schösser[4]
- Christoph Halboth (bis 1643), Schösser
- Christian Person (1643–1655), Schösser[3]
- Johann Rudolph Person (1657–1664), Schösser[3]
- Johann Georg Rachals (1664–1678), Schösser, danach Amtmann und Oberamtmann
- Christian Kreß (1678–1714), Oberamtmann[3]
- Christian Ehrenfried Bock (1723–1741)[3]
- Georg Friedrich Spitzner (1741–1764)
- Johann Georg Spitzner (1764–1770)
- Carl August Just (1770–mind. 1798)[5][6][7]
- Friedrich Christian Gottlob Hasper (um 1803/06)
- Hans Ludwig Valerian Fischer (um 1808/1813)
- Johann Traugott Oertel (1814–ca. 1823)
- Christian Gottlob Garten (1823–1830)
- Moritz Rothe (1832–1844)
- Karl Friedrich Adolph Wieland (um 1846–1856)

Amtshauptmann (Schwarzenberg und Grünhain)
- Wolf Ernst von Wolframsdorf (* 1552; † 1624)
- Veit Dietrich Wagner (* 1600; † 1668)
- Andreas Adrian Borck (17. Jahrhundert)
- Heinrich Ehrenfried von Biesenroth (1702–1714)

Königlich-sächsische Amtshauptmänner
- Hans Ludwig Valerian Fischer, ab 1815
- Christian Friedrich Löw (um 1820)[8]

Schösser
- Sebald Werner (1577/1584)
- Sebald Werner jun. (1600)

## Sonstiges
Nicht nur für das ganze Kurfürstentum, sondern auch für einzelne Ämter erließen die Kurfürsten Verwaltungsregelungen, die in der Gegenwart Gesetzes- oder Verordnungsrang hätten. So erging für das Amt Schwarzenberg die Forst- und Holtz-Ordnung des Kurfürsten August zu Sachsen vom 8. September 1560. Sie war nicht nur eine Anweisung an die örtliche Verwaltung, sondern regelte für Untertanen verbindlich die Waldnutzung, die Abgrenzung von Gebieten und andere Sachverhalte. Zu Eingang beschreibt die Ordnung ihren Zweck so:
„So haben wir folgende Holtz-Ordnung stellen lassen, wie es förder mit Verkauffung des Holtzes und sonsten in Unseren Aemtern Schwartzenberg und Krotendorff gehalten, wie viel auch ein Jahr ins andere gerechnet, Holtz darinnen verkauffet und verkohlet, und aus Unsern sondern Befehl nicht überschritten werden soll, damit durch solch Mittel Unsern Unterthanen und Bergwercken  soviel möglichen und die Gehöltze ertragen können, eine wehrende Hülffe und Unsern Aemtern, eine vor- und verbleibende und beharrliche Nutzung erhalten.“ 